# Heinrich Wilhelmi

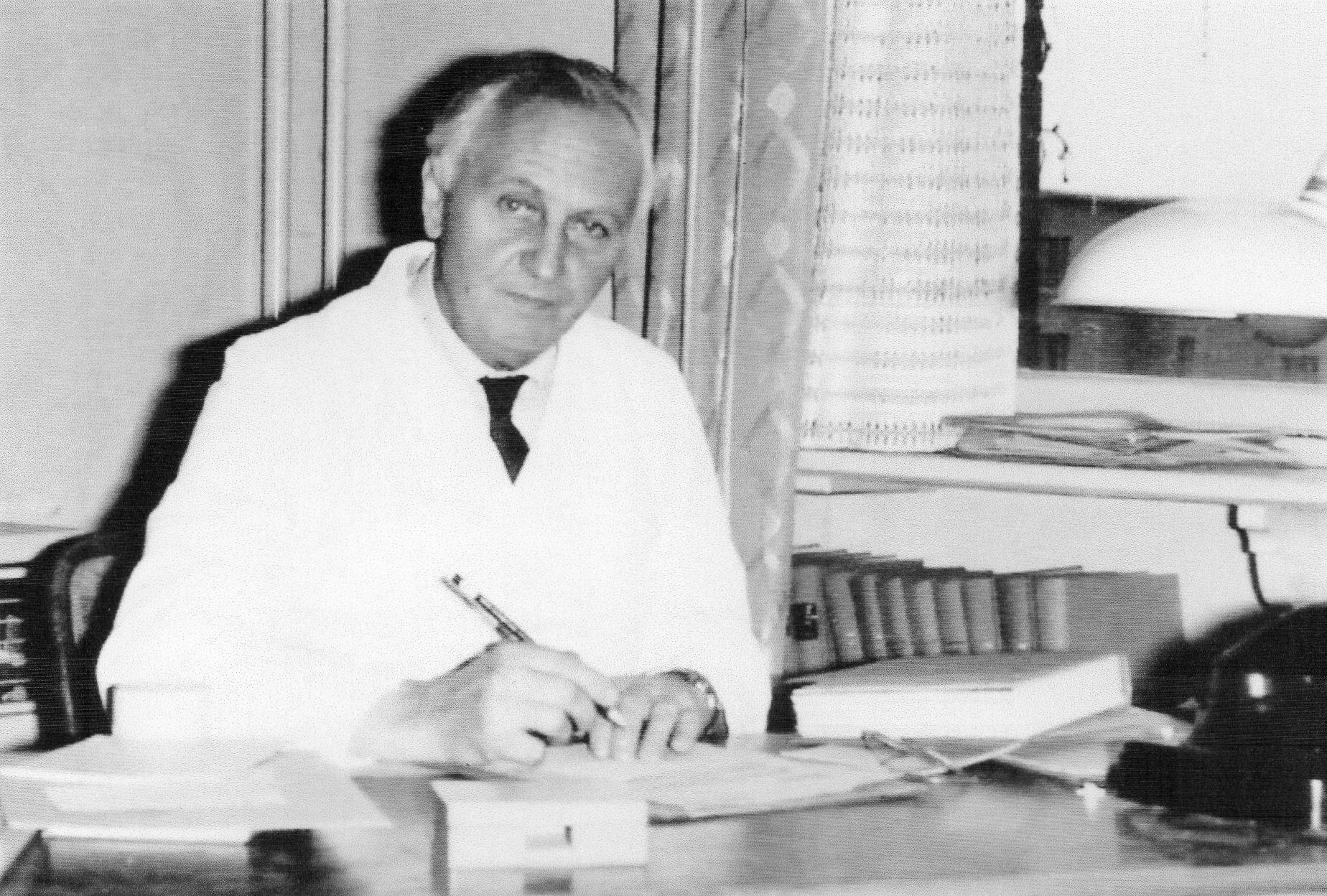
Heinrich Wilhelmi (TH Magdeburg, 1963)

Karl Heinrich Hermann Wilhelmi (* 27. April 1906 in Berlin-Schöneberg; † 1. März 2005 in Kleinmachnow bei Berlin) war ein deutscher Ingenieur und Professor. Er war Mitbegründer der Ausbildung von Diplom-Ingenieuren für Regelungstechnik in Deutschland.

## Leben
Heinrich Wilhelmi war ältester Sohn von Dr. Heinrich Wilhelmi, Studienrat an der Comenius-Schule Schöneberg, und dessen Ehefrau Auguste geb. Balzar. Geboren wurde er in der elterlichen Wohnung in der Eisenacher Straße 65. Von 1912 bis 1924 besuchte er die Vorschule und Oberstufe des Realgymnasiums Zehlendorf. 1924 machte er Abitur und begann ein Studium an der Technischen Hochschule Berlin-Charlottenburg im Fach Maschinenbau. Zur Finanzierung seines Studiums arbeitete er als Praktikant und Werkstudent bei Berliner Betrieben sowie als Lokomotivheizer bei der Berliner Stadtbahn.

### Wirken als Ingenieur in der Industrie
1930 schloss Wilhelmi sein Studium als Diplom-Ingenieur ab. Die Wirtschaft stand damals in tiefer Depression, an eine gesicherte Arbeitsstellung war nicht zu denken. So erledigte er zunächst gelegentliche Aufträge wie die Auslegung von Kapselpumpen und die Berechnung von Heizungsanlagen. Aus dieser Zeit stammen seine ersten Erfindungen zu kolbenlosen Motoren und Pumpen.

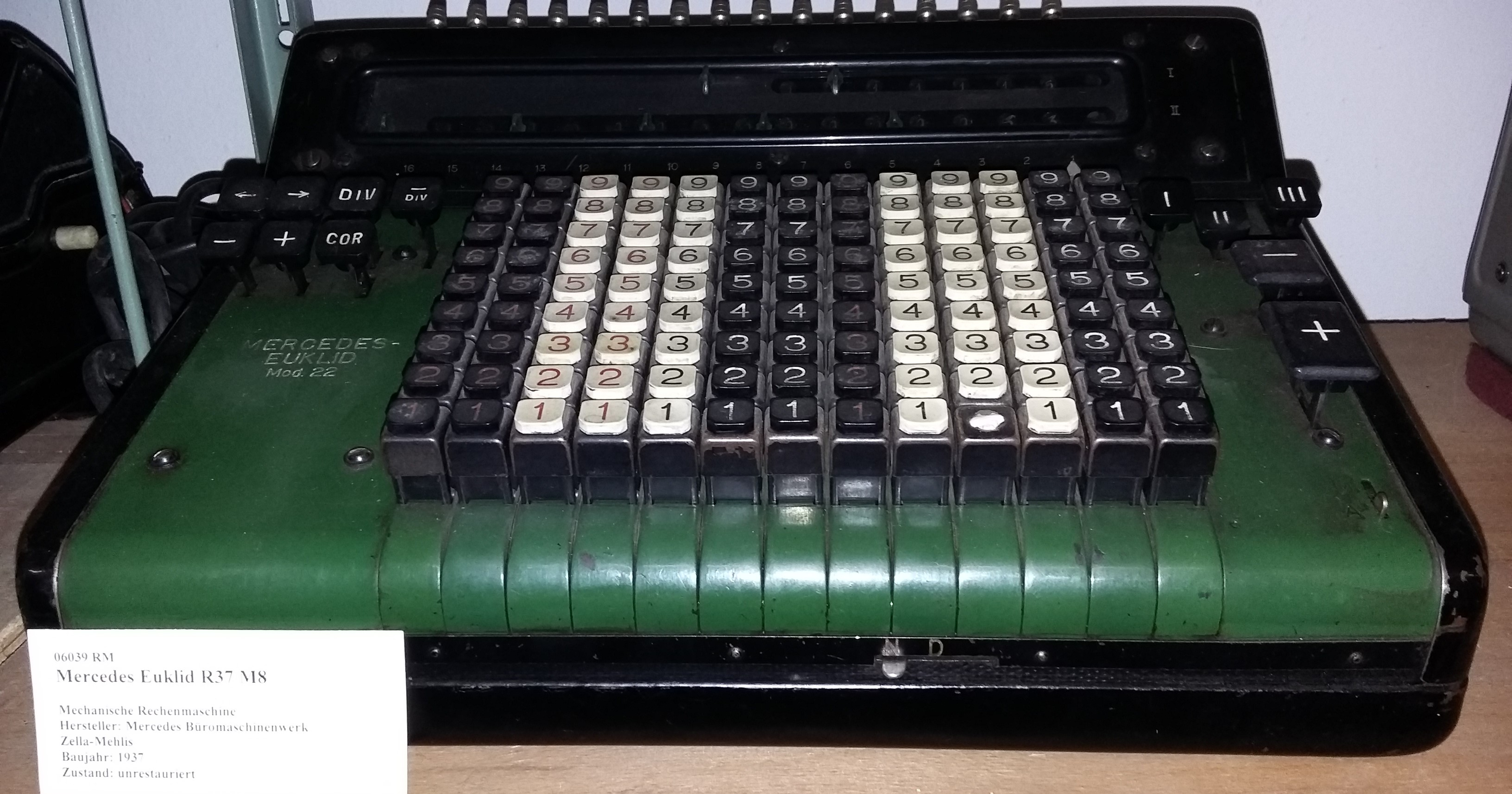
Mechanische Rechenmaschine Mercedes Euklid. Hersteller: Mercedes Büromaschinenwerk Zella-Mehlis (1937); Konstrukteur: Christel Hamann, Berlin (Ausstellungsort: Rechenwerk Computer- & Technikmuseum Halle)

1932 kam Wilhelmi beruflich mit Mercedes-Büromaschinen in Berührung, die damals das höchste Niveau der Technik darstellten. Er machte Vorschläge und Erfindungen zu deren Verbesserung. 1934 konstruierte er bei der Tasma-Addiermaschinen GmbH eine neuartige Addiermaschine. Dies führte ihn 1935 nach Zella-Mehlis in Thüringen, wo er bei der Firma Walther die Stelle eines Konstrukteurs für Rechenmaschinen übernahm und zugleich für die Eigenerzeugung von Energie und Wasser in der Firma verantwortlich war.
Danach trat er als Rechenmaschinen-Konstrukteur bei der Deutschen Telephonwerke und Kabelindustrie AG (DeTeWe) in Berlin ein. Zusammen mit dem Chefkonstrukteur Christel Hamann, einem Pionier auf dem Gebiet Rechenmaschinen, entwickelte er Grundlagen für die DeTeWe-Rechenmaschinen, wie diese bis in die 1960er Jahre gebaut wurden, ehe die Elektronik die Elektromechanik verdrängte.
Ab 1938 wandte er sich neuartigen Analogie-Rechengeräten zu, die vor allem für die zivile und militärische Luftfahrt benötigt wurden und zugleich eine Wurzel der Analogrechner darstellten. In dieser Zeit entstanden grundlegende Patente, die später auch von den Alliierten verwendet wurden. Diese speziellen Arbeiten zur elektronischen analogen Rechentechnik bildeten zugleich die Basis seiner Dissertation an der Technischen Hochschule Berlin, die ihn 1941 zum Dr.-Ing. promovierte. 
Von 1941 bis 1943 lehrte er nebenberuflich an der Berliner Ingenieurschule Gauß das Fach „Feinmechanische Gerätekunde“. Bereits 1939 hatte er die Chefsekretärin Erna Kuntz aus der Rheinpfalz geheiratet. 1941 wurde ihr Sohn Wolfgang als einziges Kind geboren.
Während des II. Weltkrieges wurde 1943 die inzwischen kriegswichtige Abteilung der DeTeWe von Berlin nach Sagan in Niederschlesien verlagert. Sie wurde dort von Heinrich Wilhelmi zu einem Betrieb für analoge elektronische Steuer- und Regelgeräte der Luftfahrt mit 500 Beschäftigen ausgebaut und geleitet. Im Februar 1945 wurde dieser DeTeWe-Betrieb nach Bleicherode bei Nordhausen im Südharz verlegt, wo auch schon die Peenemünder Raketenbauer untergebracht waren (Aggregat 4, bekannt als A4 oder V2, entwickelt durch Wernher von Braun). Die US-Amerikaner besetzten Bleicherode im Frühjahr 1945 kampflos und wurden später abgelöst durch die sowjetische Besatzungsmacht. Ein Teil der Raketenfachleute gelangte unmittelbar nach Kriegsende über Zwischenstationen nach Huntsville in Alabama (USA), der andere später im Oktober 1946 in die Sowjetunion.
Nach dem Krieg arbeitete Wilhelmi zunächst bis Oktober 1946 in dem von der sowjetischen Besatzungsmacht gegründeten „Institut Rabe“ (Raketenbau) in Bleicherode an Problemen der Steuerung für die Rakete A4. Diese verwendete einen elektronischen Analogrechner in Röhrentechnik, ein sogenanntes „Mischgerät“, das 1941 von Helmut Hölzer in Peenemünde geschaffen worden war als Zentraleinheit der von Helmut Gröttrup verantwortlich entwickelten Leit- und Steuerungstechnik für die A4. Wilhelmi hatte seit 1938 auch auf diesem Gebiet der analogen Rechentechnik gearbeitet und 1941 hierzu promoviert sowie reichliche Industrieerfahrungen bei der Herstellung von entsprechenden Geräten für die Luftfahrt erworben.
Im Institut Rabe wirkte leitend der später als „Vater der sowjetischen Raumfahrt“ berühmt gewordene Chefkonstrukteur Sergei Pawlowitsch Koroljow.
Am 22. Oktober 1946 wurde Wilhelmi im Rahmen der Aktion Ossawakim als sogenannter Spezialist zusammen mit anderen Fachleuten wie z. B. dem Strömungstechniker Werner Albring zur Arbeit in der Sowjetunion zwangsverpflichtet, wo er weiterhin auf seinem Fachgebiet sowie auf tangierenden Gebieten tätig war. Mehr als fünf Jahre lebte er mit seiner Familie in Iljinskaja nahe Moskau.
Nach seiner Rückkehr aus der Sowjetunion im Juni 1952 trat Wilhelmi in den in Teltow am südwestlichen Rand von Berlin gelegenen Betrieb „VEB Mechanik Askania Teltow“ ein, der 1954 in „VEB Geräte- und Regler-Werke Teltow“ umbenannt wurde. Er wurde dort Entwicklungsleiter für das gesamte Gerätegebiet, welches Auswuchtmaschinen, Schwingtische, Schwingungsmessgeräte, nautisch-geophysikalische und ozeanographische sowie Verkehrskontroll-Geräte umfasste. Ein Ergebnis dieser vielfältigen Entwicklungsarbeiten wurde die weltweit einmalige automatisierte Auswuchttechnik, bei der elektrische Funken während des Auswuchtens das Unwuchtmaterial vollautomatisch abtragen.
Im Jahre 1956 gründete Wilhelmi den Arbeitskreis „Geräte der Mechanischen Schwingungstechnik“, dessen Vorsitzender er wurde. Er war zugleich Mitglied der Physikalischen Gesellschaft und der Sektion Angewandte Mathematik und Mechanik der Deutschen Akademie der Wissenschaften sowie langjähriger wissenschaftlicher Referent des Technischen Zentralblattes in Berlin.
Wilhelmi war Inhaber zahlreicher in- und ausländischer Patente.

### Professor
Mitte 1959 wurde Wilhelmi zum Professor mit vollem Lehrauftrag für Technische Mechanik an die Hochschule für Schwermaschinenbau Magdeburg und zugleich zum Direktor des Instituts für Technische Mechanik berufen. Zusätzlich wurde ihm schon im Frühjahr 1960 die kommissarische Leitung des neu gegründeten Instituts für Regelungstechnik übertragen.

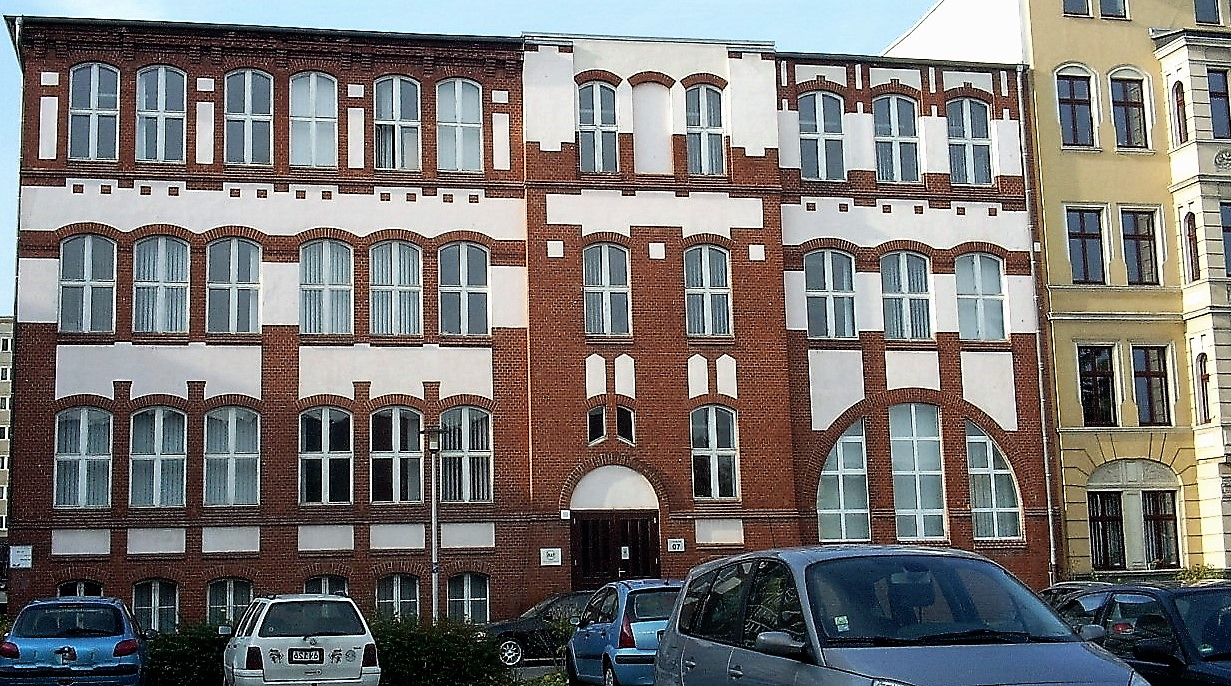
Gebäude der Regelungstechnik, später Automatisierungstechnik auf dem Campus der Otto-von-Guericke-Universität Magdeburg

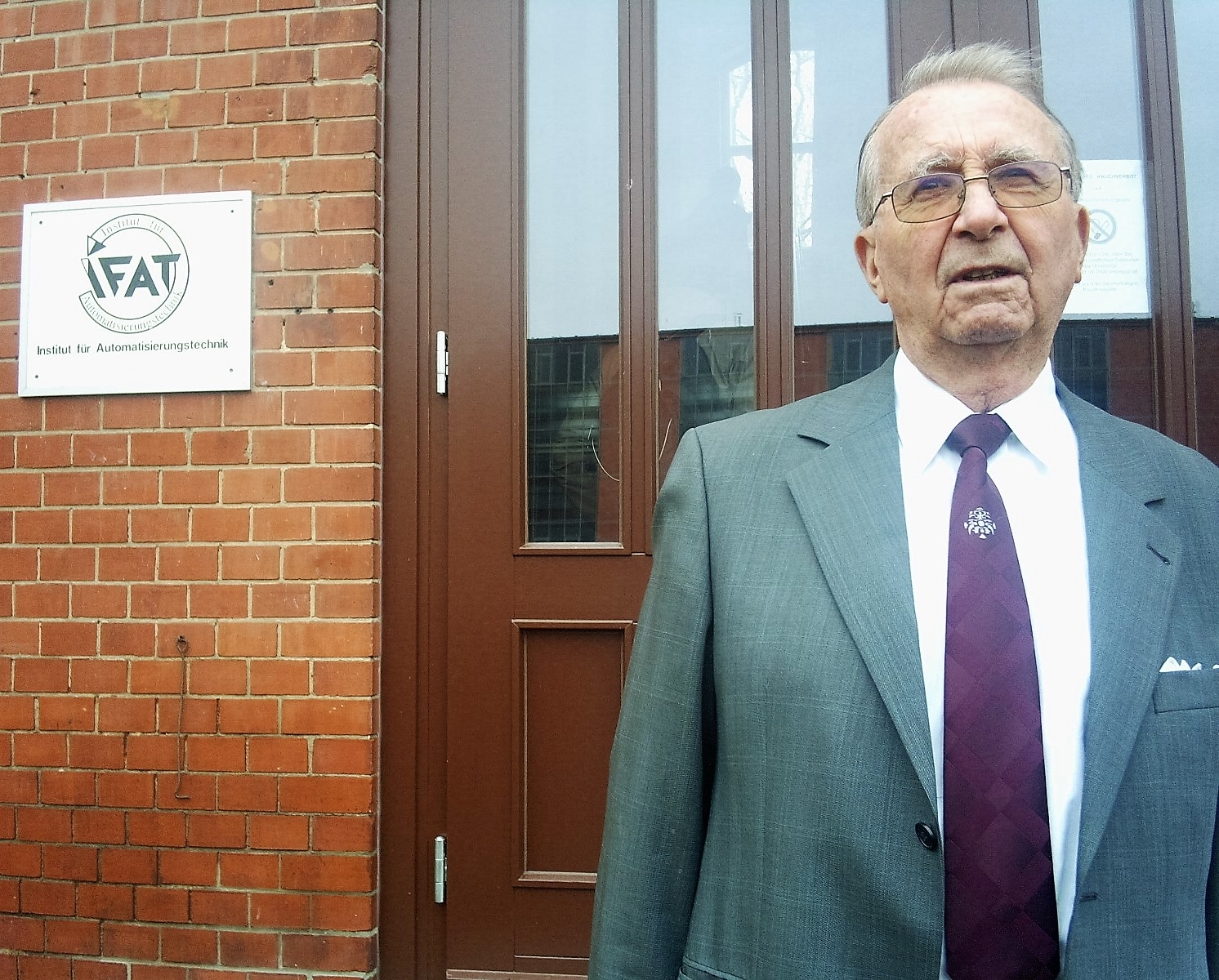
Herbert Ehrlich – Gründungs-Assistent im Institut für Regelungstechnik (2008)

Beim Aufbau dieses Instituts für Regelungstechnik wurde Wilhelmi langjährig von seinem ersten Assistenten Herbert Ehrlich unterstützt, der 1959 als Absolvent Heinrich Kindlers von der TH Dresden kam und später im Jahre 1975 selbst als Professor an die TH Leipzig auf den Lehrstuhl Regelungstechnik berufen wurde. Die Aufbauarbeit wurde von zahlreichen Mitarbeitern aktiv begleitet, von denen stellvertretend Christian Döschner genannt sei, der später auch als Professor für Automatisierung/Prozessmodellierung in Magdeburg berufen wurde.
Ab 1961 war Wilhelmi zugleich als Leiter der neu eingerichteten Fachrichtung Regelungstechnik an der Fakultät für Mathematik, Naturwissenschaften und technische Grundwissenschaften der TH Magdeburg tätig. Damit gehörte er zu den Wegbereitern der akademischen Ausbildung von Automatisierungs-Ingenieuren in Deutschland.
Seine Professur wurde 1963 auf das Fachgebiet Mess- und Regelungstechnik erweitert, zeitgleich erfolgte seine Ernennung zum Direktor des Instituts für Mess-, Steuer- und Regelungstechnik. 1964 erhielt er die Umberufung vom Lehrstuhl für Technische Mechanik zum Lehrstuhl für Mess- und Regelungstechnik. Unter seiner Leitung erfolgte die Ausbildung vorwiegend auf der Grundlage gesamtdeutscher Fachbücher aus den akademischen Schulen von Winfried Oppelt (Darmstadt) und Heinrich Kindler (Dresden) sowie internationaler Fachliteratur einschließlich der zugehörigen Fachzeitschriften.

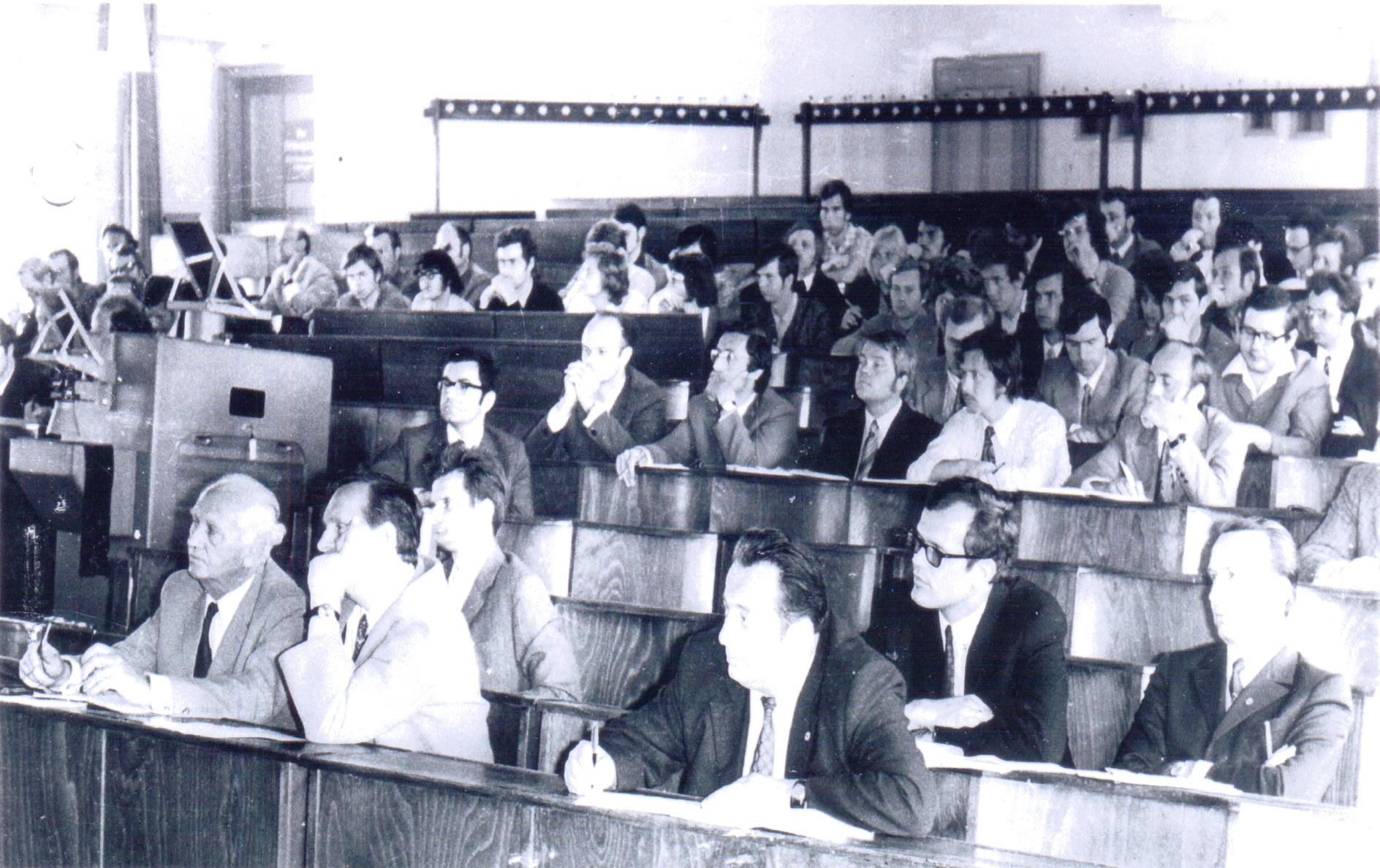
Heinrich Wilhelmi, Heinz Töpfer, Siegfried Rudert an der TH Magdeburg bei einer wissenschaftlichen Veranstaltung im Jahre 1973 (1. Reihe, von links); Christian Döschner, Peter Bernert, Herbert Ehrlich (2. Reihe, von links)

Eine wesentliche Stärkung seines Instituts erreichte er insbesondere durch Gastwissenschaftler aus der Schule von Heinrich Kindler in Dresden: Karl Reinisch, Siegfried Pilz (beide später Professoren in Ilmenau), Hans-Joachim Zander und Heinz Töpfer, der 1967 als Professor für Regelungstechnik nach Magdeburg berufen wurde.
Mit Gründung der Sektion Technische Kybernetik und Elektrotechnik an der TH Magdeburg durch Heinz Töpfer im Zuge der sogenannten 3. Hochschulreform 1968 übernahm Wilhelmi den Aufbau der Lehrgruppe Gerätesysteme der Automatisierungstechnik sowie der Forschungsgruppe Prozessanalyse und Systementwurf. Zusammen mit dem Berliner Mediziner Moritz Mebel entwickelte er chirurgische Werkzeuge für die damals neu eingeführte Nierentransplantation.
Während seiner gesamten Tätigkeit als Hochschullehrer setzte sich Heinrich Wilhelmi, zunächst als Institutsdirektor, später als Dekan der Fakultät für Grundwissenschaften, als Prodekan der Fakultät für Elektrotechnik und als Lehr- und Forschungsgruppenleiter der Sektion Technische Kybernetik und Elektrotechnik, für den weiteren Ausbau der Magdeburger Einrichtung zu einer Technischen Hochschule mit breitem und zeitgemäßem Fachprofil erfolgreich ein.

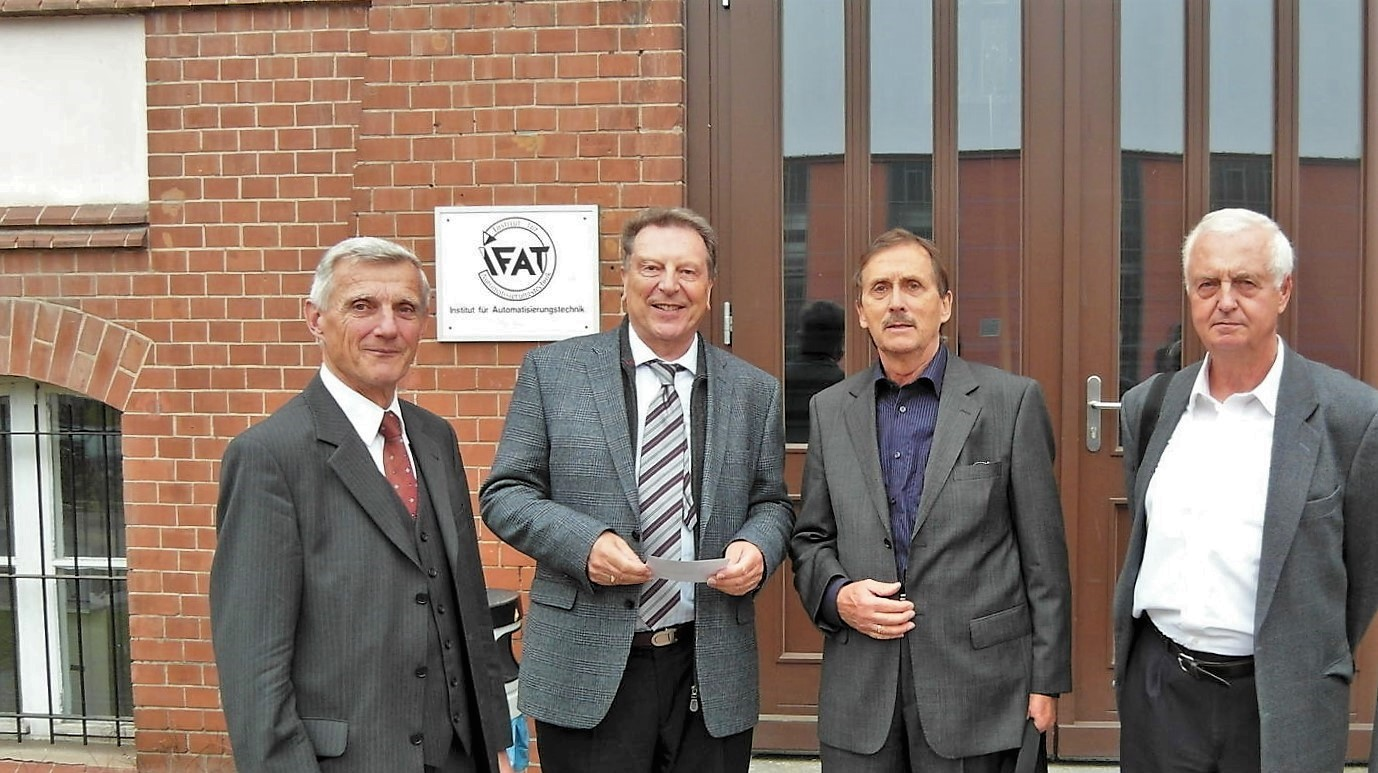
50 Jahre Automatisierungstechnik in Magdeburg (2011); erste Studenten: Ulrich Korn, Werner Kriesel, Peter R. Asche, Wolfgang Wilhelmi (v. l. n. r.)

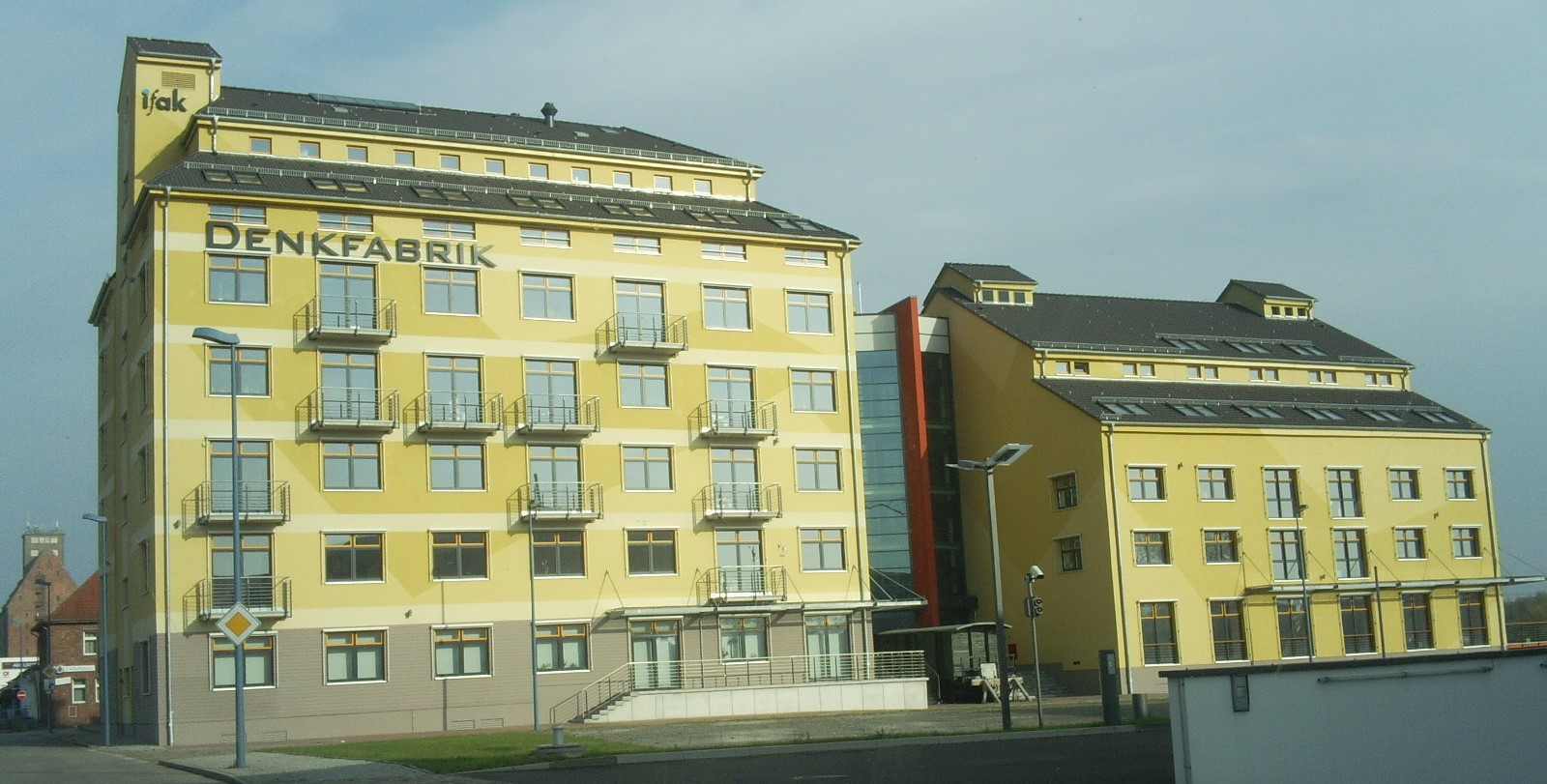
Gebäude des ifak im Wissenschaftshafen Magdeburg

Mit Erreichen der Altersgrenze im Jahre 1971 wurde Wilhelmi emeritiert. Er gehört zu den Pionieren der Rechen-, Mess- und Regelungstechnik sowie zu den Wegbereitern der Ausbildung von Diplom-Ingenieuren für Regelungstechnik in Deutschland. Allein aus dem ersten vollständig in Magdeburg ausgebildeten Absolventenjahrgang der Fachrichtung Regelungstechnik 1964/65 sind aus den sieben Studenten drei Professoren hervorgegangen: Ulrich Korn (1978, TH Magdeburg), Werner Kriesel (1979, TH Leipzig) und Wolfgang Wilhelmi (1984, Akademie der Wissenschaften Berlin).
Seine reichen Erfahrungen und seine hohe fachliche Qualifikation fanden u. a. ihren Niederschlag in zahlreichen im In- und Ausland angemeldeten und genutzten Patenten sowie der Anerkennung als „Verdienter Techniker des Volkes“ im Jahre 1954.
Seinem frühen Wirken in den 1960er Jahren ist es zu verdanken, dass sich das Fachgebiet Automatisierungstechnik besonders in Magdeburg erfolgreich bis zum aktuellen Stand entwickeln konnte: Institut für Automatisierungstechnik der Otto-von-Guericke-Universität (IFAT, gegründet 1990) sowie Institut für Automation und Kommunikation (ifak, gegründet und geleitet seit 1991 von Peter Neumann, seit 2005 geleitet von Ulrich Jumar) als namhaftes und international anerkanntes An-Institut der Otto-von-Guericke-Universität Magdeburg.
Die Jahre des Ersten Weltkrieges, der Weltwirtschaftskrise und des Zweiten Weltkrieges mit ihren Folgen sowie die Umwälzungen in der DDR (Mauerbau 1961, Hochschulreform 1968) und den Prozess der deutschen Wiedervereinigung (Mauerfall 1989, Einheit 1990) erlebte Wilhelmi bewusst und kritisch mit. Er hat insbesondere das zu seiner Zeit noch nicht abgeschlossene Projekt der Wiedervereinigung Deutschlands uneingeschränkt bejaht, obwohl unberechtigte Rückübertragungsansprüche auf sein Heim und unberechtigte Rentenkürzungen ihn zunächst beeinträchtigten.

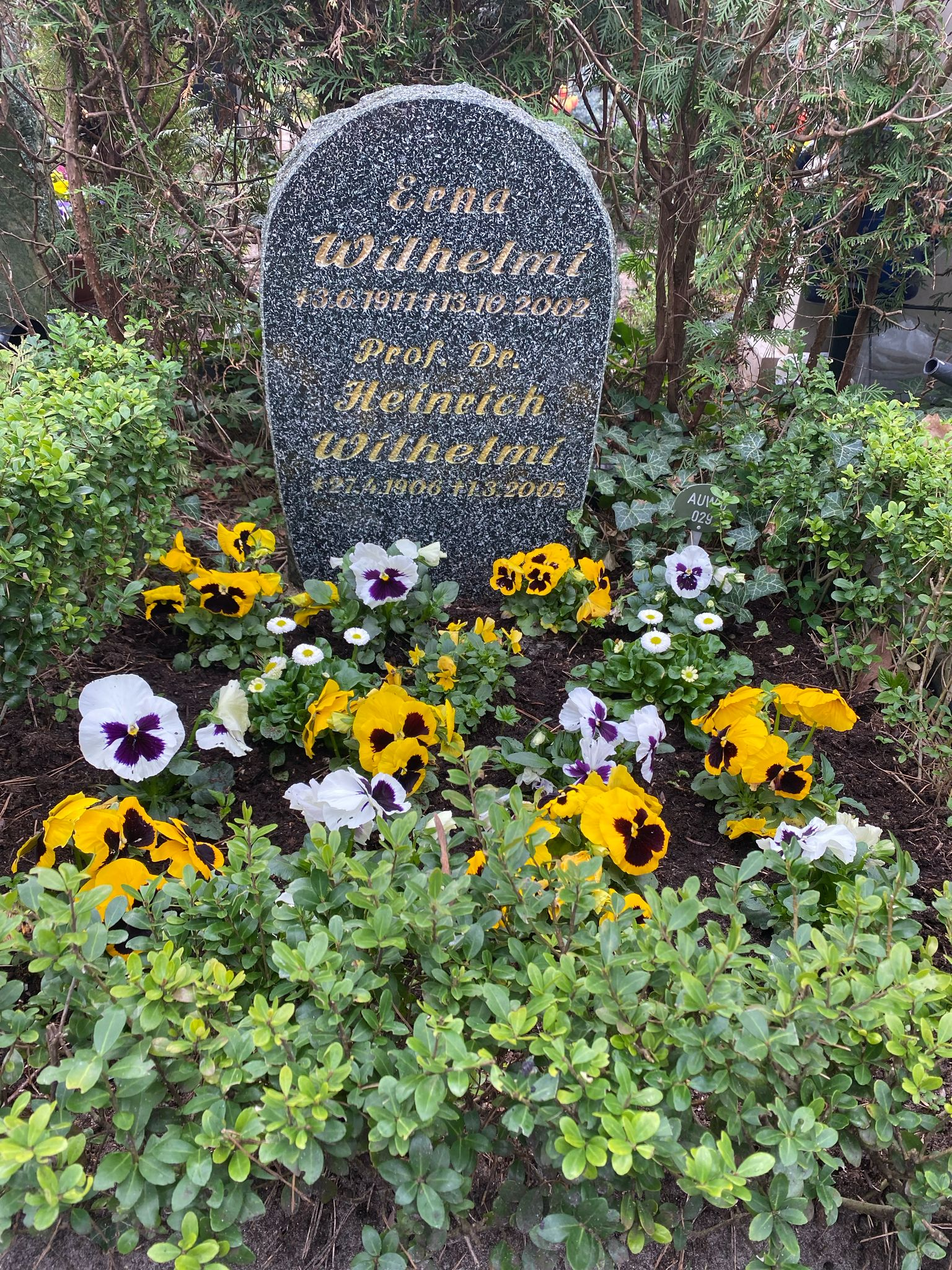
Grabstätte auf dem Waldfriedhof Kleinmachnow

Im Jahre 2005 verstarb er im Alter von nahezu 99 Jahren in seinem Heim in Kleinmachnow; seine Frau Erna Wilhelmi (1911–2022) hatte er bereits überlebt. Das Ehepaar ruht auf dem Waldfriedhof in Kleinmachnow.

## Schriften (Auswahl)
- Schwingungstechnische Geräte des VEB Geräte- und Regler-Werke Teltow als Hilfsmittel der Forschung und Technik. In: Wissenschaftliche Zeitschrift der Technischen Hochschule Otto von Guericke Magdeburg, 7, 1963, S. 261 ff.
- Das Institut für Technische Mechanik / Das Institut für Regelungstechnik. In: Festschrift der Technischen Hochschule Otto von Guericke Magdeburg. 1963, S. 158–160.
- Internationale Tagung Verfahren und Geräte der mechanischen Schwingungstechnik. Magdeburg 27.–29. September 1965. 2 Bde. 1965.